# Mäkinen (patronyme)
Mäkinen (également orthographié Makinen) est un nom originaire de Finlande, et qui signifie « petite colline » en finnois (de mäki, colline, et diminutif -nen, petit). C'est le quatrième patronyme le plus fréquent en Finlande avec 21 360 Mäkinen enregistrés en 2010 par l'office du recensement.